# آساکورا نوریکاگه
آساکورا نوریکاگه (انگلیسی: Asakura Norikage; ۱ ژانویهٔ ۱۴۷۷ – ۲۳ سپتامبر ۱۵۵۵) سامورایی اهل ژاپن بود.